# Tibetische Unruhen 2008

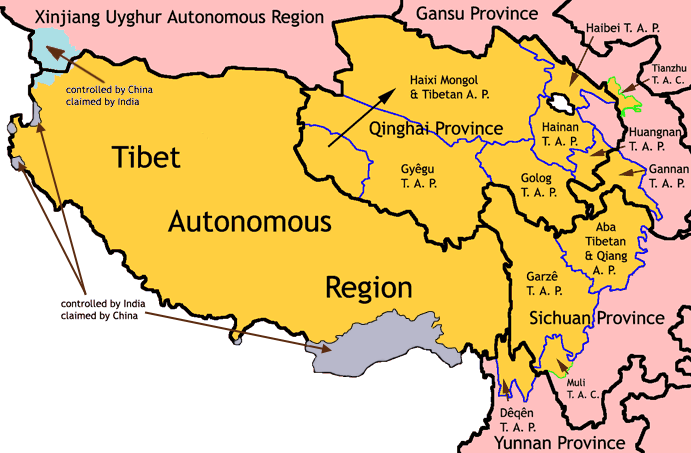
Die autonomen tibetischen Verwaltungsgliederungen in China

Die tibetischen Unruhen begannen im März 2008 mit anfangs gewaltfreien Demonstrationen buddhistischer Mönche in Lhasa. Gefordert wurde die Rückkehr des 14. Dalai Lama Tendzin Gyatsho aus dem Exil, sowie die Unabhängigkeit Tibets von der Volksrepublik China. Wenige Tage nach den ersten Protesten begannen gewaltsame Ausschreitungen vorwiegend jüngerer Tibeter in Lhasa, dann auch in anderen Teilen des Landes, die sich sowohl gegen chinesische Zivilisten als auch gegen die staatlichen Behörden und deren Einrichtungen richteten.

## Verlauf
Die Proteste begannen am 10. März 2008, dem 49. Jahrestag des Tibetaufstandes von 1959, der die Flucht des Dalai Lama nach Indien zur Folge hatte. Am Beginn standen gewaltfreie Demonstrationen der Mönche des am Rande Lhasas gelegenen Sera-Klosters, die die Rückkehr des Dalai Lama und die Unabhängigkeit Tibets forderten. Von den chinesischen Behörden wurden diese Proteste vorerst geduldet.
Am 14. März begannen Ausschreitungen in der mehrheitlich von Tibetern bewohnten, den Jokhang-Tempel umgebenden Altstadt Lhasas, die sich vor allem gegen Han-Chinesen richteten, deren Geschäfte und Fahrzeuge geplündert und in Brand gesetzt wurden. Angegriffen wurde aber auch die alteingesessene Minderheit der Muslime, mit denen es seit einigen Jahren bereits einen schwelenden Konflikt gibt. In Lhasa und in Xiahe wurden unter anderem Moscheen niedergebrannt. Nach Angaben der chinesischen Behörden wurden bei den Attacken mehrere Menschen schwer verletzt und 13 getötet. Bei den Todesopfern soll es sich zumeist um chinesische Zivilisten handeln, die von aufgebrachten Tibetern ermordet worden seien. Im Verlauf des Tages breiteten sich die Unruhen auf weitere Teile der Stadt aus. Am selben Tag traf ein großes Aufgebot an chinesischen Sicherheitskräften in Lhasa ein. Die drei größten Klöster in und um Lhasa (Drepung, Ganden und Sera) wurden abgeriegelt. Augenzeugen berichten von Angriffen auf Polizei, Feuerwehr und Rettungssanitäter. Einsatzkräfte der Polizei setzten auch Tränengas ein und schossen in die Luft, dabei sollen laut Radio Free Asia zwei Personen zu Tode gekommen sein. Touristen und Mitarbeiter von Hilfsorganisationen wurden angewiesen, Tibet zu verlassen. Chinesische Sicherheitskräfte patrouillierten durch die Straßen Lhasas.
Viele Tibeter, darunter zahlreiche Mönche, demonstrierten am 16. März 2008 in Ngawa (Autonomer Bezirk Ngawa, Provinz Sichuan). Chinesische Sicherheitskräfte sollen daraufhin laut Angaben von Exiltibetern Tränengas eingesetzt, ein Kloster umstellt und dabei mindestens acht Menschen erschossen haben. Am 20. März meldete zu diesem Vorfall die amtliche Nachrichtenagentur Xinhua unter Berufung auf Polizeiquellen, beim Einsatz seien vier Demonstranten durch Schüsse verletzt worden. Auch im autonomen Bezirk Karchu und in Sangchu in der Provinz Gansu marschierten, laut exiltibetischen Kreisen, bis zu 300 Tibeter mit Bildern des Dalai Lama zu Regierungsgebäuden. In der Stadt Lanzhou beteiligten sich 100 tibetische Studenten an der dortigen Universität an einem Sitzstreik. Auch in den Nachbarprovinzen Sichuan, Gansu und Qinghai sollen laut Augenzeugen ebenfalls Menschen umgekommen sein, vor allem tibetische Mönche, die dort demonstrierten. Nach Informationen der tibetischen Exilregierung gab es mindestens 80 Tote.
Der Dalai Lama zeigte sich aufgrund der Berichte besorgt und rief beide Seiten zum Gewaltverzicht auf. Sollte die Gewalt durch die tibetische Seite nicht aufhören, drohte er am 18. März mit seinem Rücktritt als politischer Führer der Exil-Tibeter und Oberhaupt der Exil-Regierung.

## Reaktionen innerhalb Chinas
Eine internationale Untersuchung der Vorfälle wird von der chinesischen Regierung abgelehnt. Auch die geforderte Entsendung eines unabhängigen Gesandten der Vereinten Nationen wies ein Sprecher des Außenministeriums in Peking als Einmischung in die „inneren Angelegenheiten“ Chinas zurück. Gleichzeitig warf er dem Dalai Lama vor, die Unruhen mit angestiftet zu haben und die internationale Öffentlichkeit durch „eine Menge Lügen in die Irre zu führen“; dessen Aufrufe zum Frieden werden der chinesischen Öffentlichkeit vorenthalten. Vor dem Nationalen Volkskongress verteidigte der chinesische Ministerpräsident Wen Jiabao das Vorgehen der Sicherheitskräfte gegen Demonstranten und machte die Anhänger des Dalai Lama für die Unruhen verantwortlich, durch die es zu Todesopfern und schweren Zerstörungen gekommen sei. Er unterstellte der tibetischen Autonomiebewegung zudem, durch den Konflikt eine gezielte Vereitelung der Olympischen Spiele 2008 zu betreiben.
Gegen 21 mutmaßlich an den Unruhen beteiligte Personen wurden seit dem 17. März Haftbefehle ausgestellt. Fotos der Verdächtigten wurden auch auf Sina.com und dem chinesischen Portal von Yahoo eingestellt.
Am 19. März 2008 verschärfte Zhang Qingli, der Sekretär der Kommunistischen Partei Chinas in Tibet, den Ton in der Auseinandersetzung und sprach von einem „Kampf auf Leben und Tod mit der Clique des Dalai Lama“, der härtere politische Kontrollen in den autonomen Gebieten erfordere. Als letzte ausländische Journalisten wurden am 20. März die Korrespondenten Georg Blume (Korrespondent der taz und der ZEIT) und Kristin Kupfer (Korrespondentin von profil) aus Tibet ausgewiesen. Als am 27. März 26 ausländische Journalisten in einer geführten Gruppe wieder nach Lhasa gelassen wurden, unterbrachen mehrere Mönche die Rede eines chinesischen Regierungsvertreters und demonstrierten gegen die chinesische Politik und für das geistliche Oberhaupt der Tibeter, den Dalai Lama.
Am 23. März 2008 wurden erstmals kritische Stimmen innerhalb Chinas gegenüber dem Verhalten der Regierung bekannt. In einem Manifest im Internet legten 29 Hochschuldozenten, Autoren, Anwälte und Bürgerrechtsaktivisten „Zwölf Vorschläge zur Lage in Tibet“ vor.
Am 25. April erklärte sich die chinesische Regierung überraschend dazu bereit, einen Vertreter des Dalai Lamas zu Gesprächen zu empfangen.

### Blockade von YouTube
Am 16. März 2008 wurde in Teilen der Volksrepublik China der Zugang zum Internet-Videoportal YouTube blockiert. Nach Angaben von Focus geschah dies, nachdem „dort Dutzende von Filmen über die Proteste in Tibet aufgetaucht waren“. Die Süddeutsche Zeitung kommentierte: „was derzeit in Tibet vorgeht, soll in China niemand ungefiltert zu sehen bekommen.“ YouTube war bereits Oktober 2007 blockiert worden. Ausländische Webseiten werden in China in der Regel umgehend blockiert, wenn sie regierungskritische Inhalte verbreiten.

## Reaktionen außerhalb Chinas

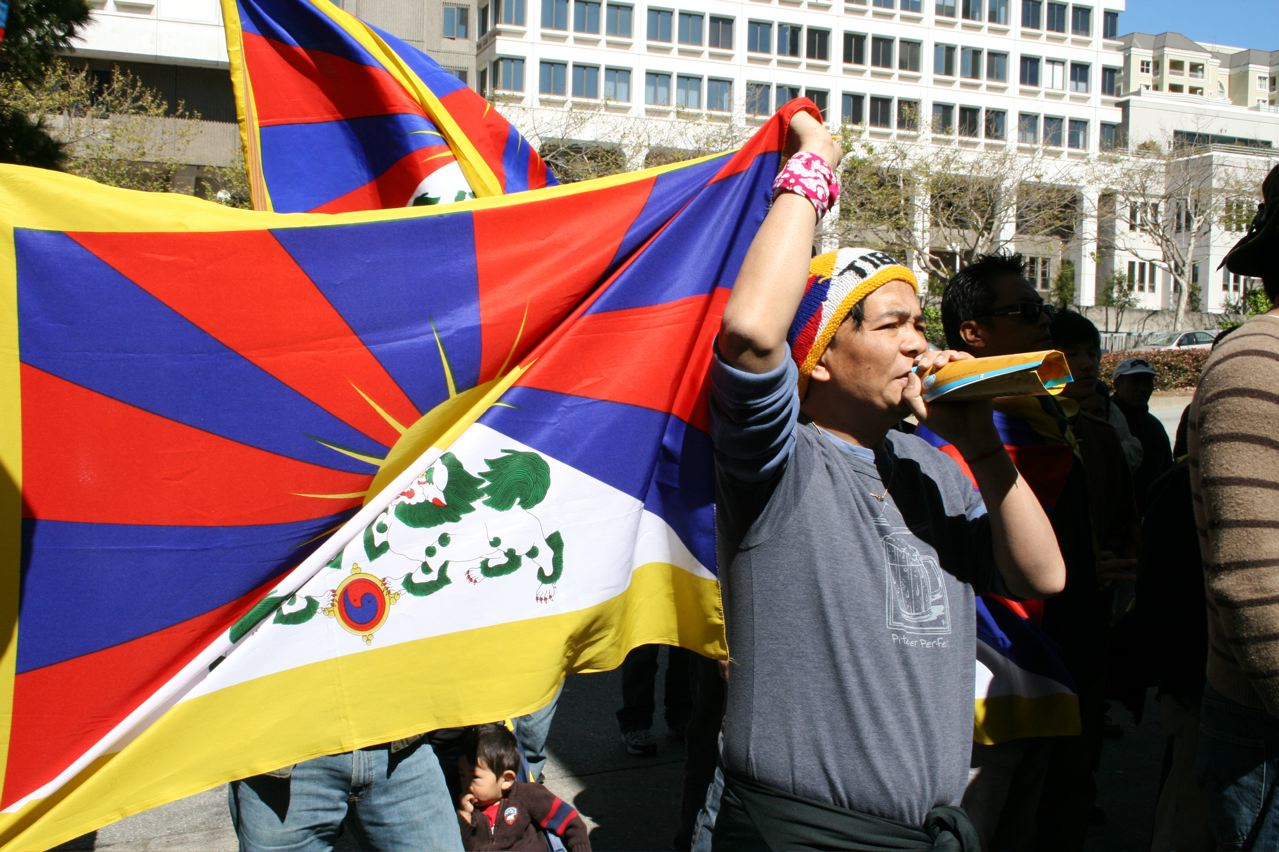
Proteste mit der Flagge Tibets vor dem chinesischen Konsulat in San Francisco

Am 10. März 2008 wurde auch in Städten außerhalb Chinas zum Gedenktag demonstriert. Proteste in Kathmandu von wahrscheinlich etwa 3.000 Demonstranten wurden von den nepalesischen Behörden gewaltsam aufgelöst, mehrere Dutzend Demonstranten wurden inhaftiert. In Indien sollte ein sechsmonatiger Marsch mit etwa 100 Exiltibetern von Dharamsala bis nach Tibet führen, dieser Marsch wurde jedoch nach wenigen Kilometern von der indischen Polizei gestoppt und mehrere Personen verhaftet.
Zu Protesten von Exil-Tibetern kam es weltweit vor diplomatischen Vertretungen der Volksrepublik China, so in Washington, D.C., Sydney und Kopenhagen. In Zürich kam es vereinzelt zu Steinwürfen auf das chinesische Konsulat. In Melbourne wurden die Proteste vor dem chinesischen Konsulat gewaltsam von der Polizei aufgelöst. In Paris wurde die Botschaft gestürmt. Die Polizei setzte Tränengas ein. In München attackierten etwa 30 Demonstranten das chinesische Generalkonsulat. Mehrere Mitarbeiter des Konsulats wurden dabei leicht verletzt. Die Demonstranten verbrannten die chinesische Nationalflagge und besprühten das Gebäude mit Parolen wie „Rettet Tibet“ oder „Stop Killing“ und „Stoppt das Morden“. Die Polizei nahm vorläufig 26 Personen fest, dabei kam es auch zu Angriffen auf die Polizisten. Die Demonstranten müssen mit Anklagen wegen Landfriedensbruch, Hausfriedensbruch und Körperverletzung rechnen. Die Tibet Initiative München rief darauf zu Gewaltlosigkeit auf: „Wir von der Tibet Initiative München haben Verständnis für die Gefühle der tibetischen Flüchtlinge, fordern aber von solchen Grenzüberschreitungen abzusehen und dem Aufruf des Dalai Lama zur Gewaltlosigkeit Folge zu leisten.“ Während einer Solidaritätskundgebung für Tibet vor der chinesischen Botschaft in Berlin zündete sich am 20. März 2008 ein Tibeter aus Protest gegen die chinesische Tibet-Politik selbst an. Er konnte von Passanten gerettet werden und erlitt nur leichte Verletzungen. In Wien kletterte ein Demonstrant die chinesische Botschaft hoch, riss die chinesische Flagge herunter und hielt die tibetische Flagge hoch. Daraufhin wurde er von Chinesen aus der Botschaft hereingezerrt. Vor der Übergabe an die Wiener Polizei soll er in der Botschaft misshandelt worden sein, was aber von der Botschaft dementiert wird.
Die Außenministerin der Vereinigten Staaten, Condoleezza Rice, rief die chinesische Regierung auf, im Umgang mit den Protesten Zurückhaltung zu zeigen und appellierte an die Demonstranten, von Gewalt abzulassen. Die deutsche Bundeskanzlerin Angela Merkel erklärte am 14. März 2008: „Die Bundesregierung unterstützt seit jeher den Anspruch der Tibeter auf religiöse und kulturelle Autonomie.“ Sie wende sich aber zugleich gegen alle separatistischen Bestrebungen.
Amnesty International forderte einen Stopp der Gewalt und eine unabhängige Untersuchung durch die Vereinten Nationen.

### Diskussion über Olympiaboykott

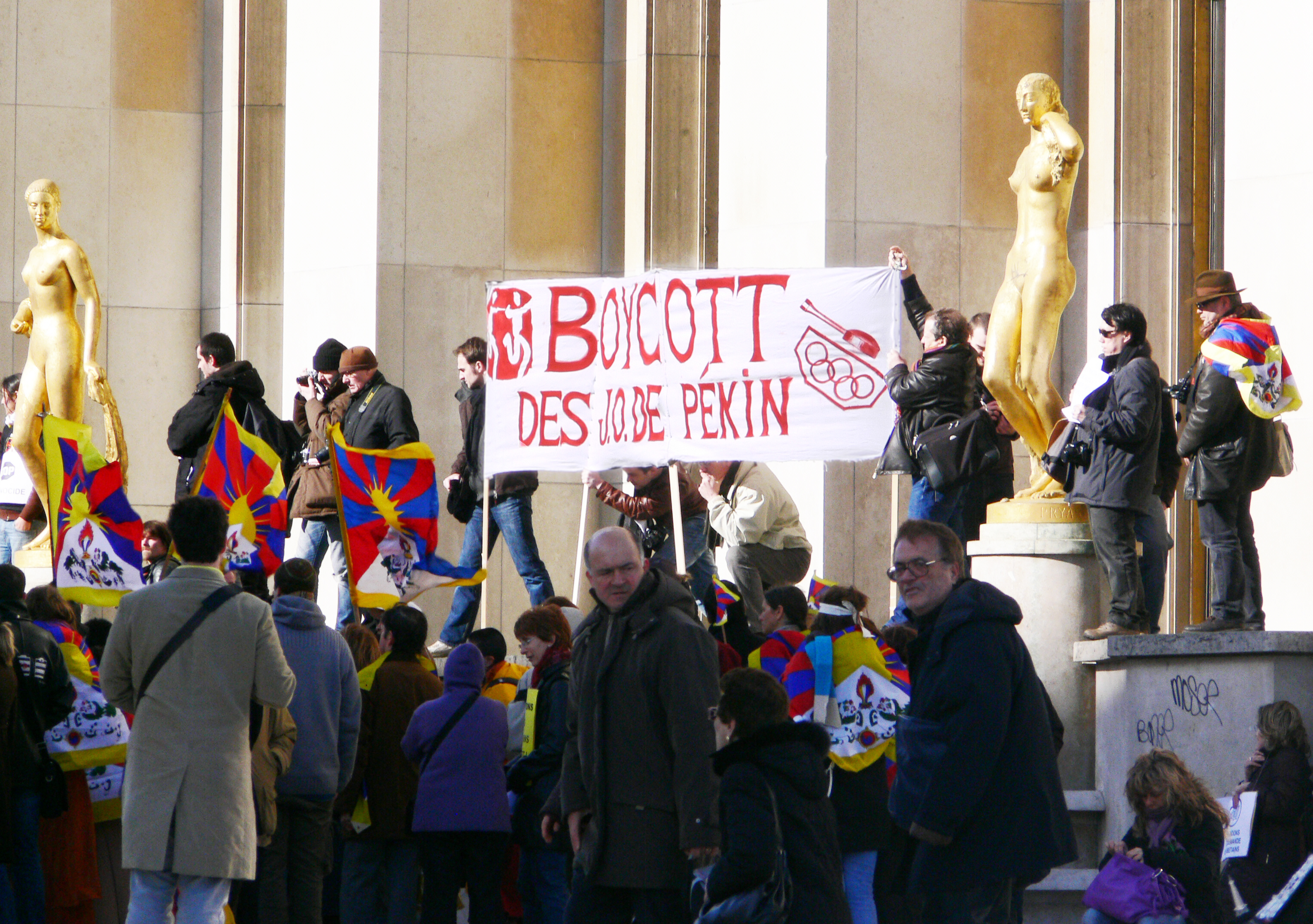
Demonstration für einen Olympiaboykott in Paris, 20. März 2008

Weltweit führten die Berichte über die Situation in Tibet zu einer Diskussion über einen möglichen Boykott der Olympischen Spiele 2008 in Peking. Vor dem Gebäude des Internationalen Olympischen Komitees in Lausanne demonstrierten Tibeter. Dennoch sprachen sich der Dalai Lama, das Internationale Olympische Komitee, die deutsche Bundeskanzlerin Merkel und die Sportminister der Europäischen Union gegen einen Olympiaboykott aus.

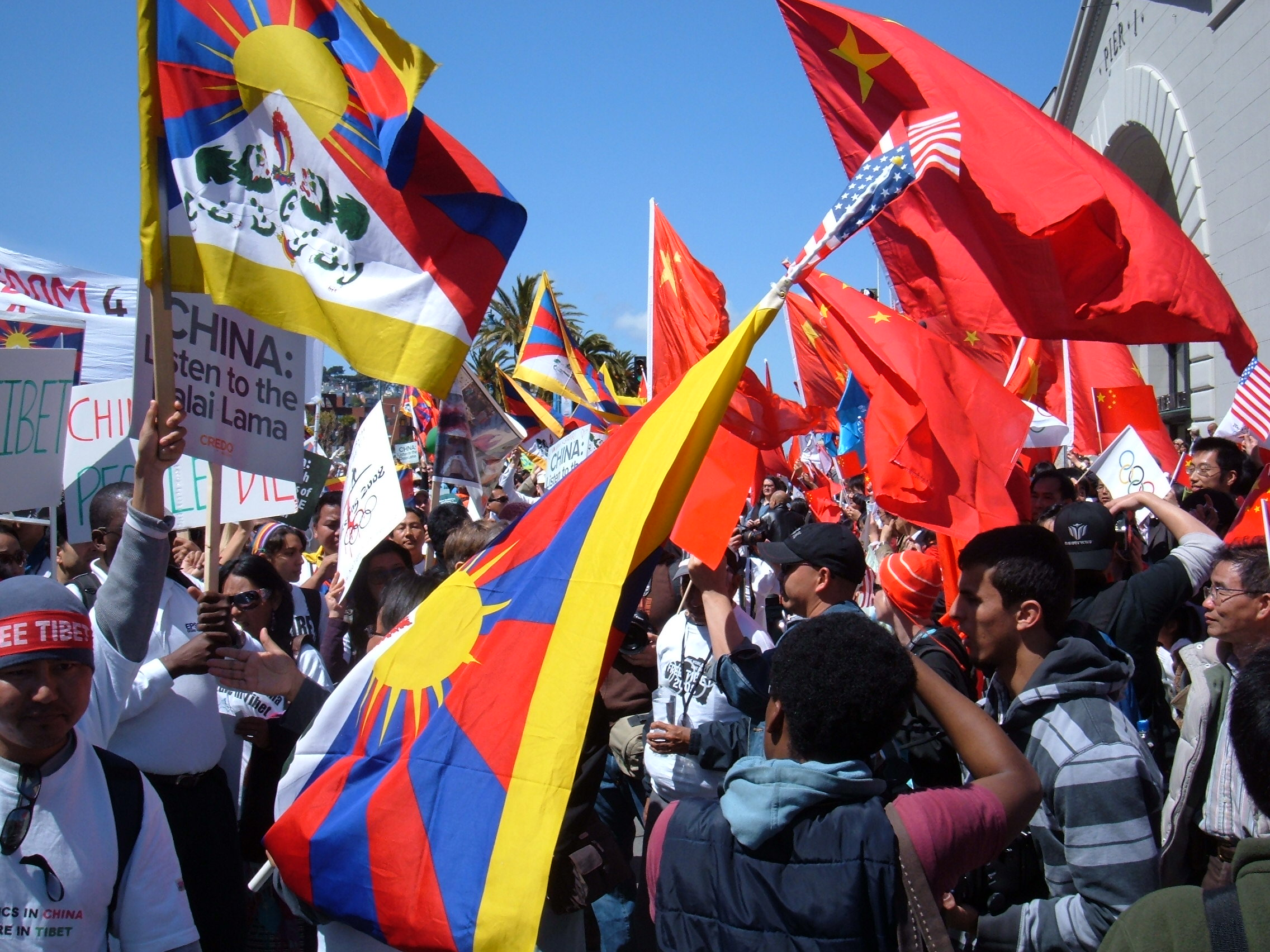
Pro-Tibet- und Pro-China-Demonstranten beim Fackellauf in San Francisco

Am 22. März 2008 drohte als erster hochrangiger Politiker der EU-Parlamentspräsident Hans-Gert Pöttering (CDU) mit einem Olympiaboykott: „Peking muss sich entscheiden. Es sollte unverzüglich mit dem Dalai Lama verhandeln. Bleiben Signale der Verständigung aus, halte ich Boykottmaßnahmen für gerechtfertigt.“ Bereits am 18. März schlug der Generalsekretär der Gesellschaft für bedrohte Völker Tilman Zülch vor, dass deutsche Politiker die Eröffnungsfeierlichkeiten boykottieren sollten. Der Vorsitzende des Sportausschusses des Bundestages, Peter Danckert (SPD), und der Generaldirektor des Deutschen Olympischen Sportbundes (DOSB), Michael Vesper, lehnten Boykottmaßnahmen hingegen weiterhin ab. Die Olympischen Spiele „können nicht als Faustpfand für die Politik dienen“, so Vesper.
Die EU beschloss am 30. März im slowenischen Brdo, sich gemeinsam gegen einen Boykott der Olympischen Spiele auszusprechen, obwohl verschiedene Haltungen der Mitglieder bestanden. Unter anderem schloss der französische Staatspräsident Nicolas Sarkozy einen Boykott nicht aus.
Bei der Fackelzeremonie kam es zu einem Zwischenfall: Drei schwarzgekleidete Pro-Tibet-Aktivisten verzögerten mit Schreien und schwarzen Fahnen das Entzünden des olympischen Feuers. Beim Fackellauf kam es am Nachmittag des 7. April in Paris zu einem weiteren Zwischenfall. Am Rande anti-chinesischer Demonstrationen ging die Fackel aus. Sie wurde teilweise mit dem Bus transportiert, da ein weiterer Einsatz von Läufern zur Farce hätte werden können.